# Кокебель
Кокебель (каз. Көкебел) — село в Казыгуртском районе Туркестанской области Казахстана. Административный центр Кокебельского сельского округа. Код КАТО — 514037100.

## Население
В 1999 году население села составляло 1564 человека (811 мужчин и 753 женщины). По данным переписи 2009 года, в селе проживало 1775 человек (892 мужчины и 883 женщины). В 2020 году проживало 4980 человек.